# Antonio Pérez Guerrero
Antonio Pérez Guerrero (né en 1909 à Séville et décédé en 1989 à Alcalá de Guadaíra) est un chanteur espagnol de flamenco. Non-gitan, il est connu sous le nom artistique d'El Sevillano, car il était l'un des interprètes les plus remarquables du chant des Sevillanas.

## Biographie
Né à Séville, il déménage à Alcalá de Guadaíra à l'âge de neuf ans et quitte le village sévillan lorsqu'il doit effectuer son service militaire. Pendant son service militaire, il apprend à chanter auprès du maître Joaquín de Paula. Il se distingue par son style d'interprétation des sevillanas et des fandangos,,,,.